# 접대
접대란 손님을 맞는 일이다. 특히 기업이 거래처를 음식점 등에서 접대하여 판로를 확보하고자 하는 일을 말한다. 기업의 접대비는 일정한 금액을 한도로 세금 계산에서 비용 처리가 된다.